# Capdenac-Gare
Capdenac-Gare (okcitansko Capdenac) je naselje in občina v južnem francoskem departmaju Aveyron regije Jug-Pireneji. Leta 2008 je naselje imelo 4.553 prebivalcev.

## Geografija
Kraj leži v pokrajini Rouergue ob reki Lot in njenem levem pritoku Diège, 30 km severno od Villefranche-de-Rouerguea.

## Uprava
Capdenac-Gare je sedež istoimenskega kantona, v katerega so poleg njegove vključene še občine Les Albres, Asprières, Balaguier-d'Olt, Bouillac, Foissac, Naussac, Salles-Courbatiès, Causse-et-Diège in Sonnac z 8.396 prebivalci.
Kanton Capdenac-Gare je sestavni del okrožja Villefranche-de-Rouergue.